# Sretno, Kekec
Sretno, Kekec je slovenski dječji pustolovni film snimljen u koprodukciji slovenskog VIBA filma i engleskog Eyeline Productions. Snimljen je prema trilogiji Josipa Vandota Kekec na vučjem tragu (slov. Kekec na volčji sledi). Drugi je film o Kekecu. Prvi je slovenski film u boji.

## Filmska ekipa
Autor literarnog predloška:
- Josip Vandot

Scenarij:
- Ivan Ribič

Literarni predložak:
- Kekec na volčji sledi

Direktor fotografije:
- Ivan Marinček

Glazba:
- Marjan Vodopivec

Izvođači glazbe:
- Simfonijski orkestar RTV Ljubljane

Snimatelj:
- Ivo Belec

Uloge:
- Velimir Gjurin (Kekec)
- Blanka Florjanc (Mojca)
- Ruša Bojc (Pehta)
- Martin Mele (Rožle)
- Bert Sotlar (otac)
- Marija Goršič (mati)
- Stane Sever (Berač)

Tehnični podatci:
- 35 mm
- u boji (prvi slovenski film u boji)
- widescreen
- dužina filmske vrpce: 2180 m
- premijerno gledatelja: 75.835